# Liste des maires de Moulins
La fonction de maire à Moulins existe depuis 1518.

## Liste des maires

### XVIesiècle
- 1518 – 1520 : Jean Chanteau, secrétaire d'Anne de France, duchesse du Bourbonnais
- 1520 – 1522 : Gilbert Daignet
- 1522 – ? : C. Cotherouge
- 1530 – 1533 : Jean Billonat
- 1533 : Jacques Delacroix
- 1533 – 1536 : Pierre Duchapt
- 1536 – 1540 : Jacques Cornelier
- 1540 – ? : Pierre Perreau
- 1552 – 1554 : Geoffroy Aubéry
- 1554 – 1556 : Antoine de Jaligny, seigneur d'Origny
- 1556 – 1558 : Jean Billonat
- 1558 – 1560 : Jacques Gaudon
- 1560 – 1562 : Jean de Laubespin
- 1562 – 1564 : Jean Billard
- 1564 – ? : Jean Duret
- 1571 – 1573 : Philippe Prévost
- 1573 – 1576 : Jacques Rochefort
- 1576 – ? : Pierre Bardon
- 1584 – 1587 : Jehan Berthomier
- 1587 – 1590 : Jean Palierne
- 1590 – 1591 : Gaspard Saulzet (ou Saulzay)
- 1591 – 1595 : Michel de Lingendes
- 1595 – ? : Antoine Verne, trésorier de France

### XVIIesiècle
- 1602 – 1603 : Jehan Dugué
- 1603 – 1604 : René de Villaines
- 1604 – 1608 : Claude Delacroix
- 1608 – 1612 : Pierre Bardon
- 1612 – 1613 : Hugues Faverot
- 1613 – 1616 : Jean de Champfeu
- 1616 – 1617 : Claude Roy
- 1617 – 1620 : Antoine Fouchier
- 1620 – 1621 : Jacques Berroyer
- 1621 – 1623 : Claude Roy
- 1623 – 1624 : M. Bourderel
- 1624 – 1625 : Claude Roy
- 1625 – 1627 : Jean Dubuisson
- 1627 – 1629 : M. Brinon, seigneur de Mont chemin
- 1629 – 1632 : Antoine Vauvrille
- 1632 – 1634 : André Roy
- 1634 – 1647 : Jean Bergier
- 1647 – 1651 : Antoine Radault
- 1651 – 1656 : Antoine Vauvrille
- 1656 – 1657 : M. Semin
- 1657 – 1660 : J. Palierne de Mimorin de la Vallée
- 1660 – 1666 : Jean de Lingendes
- 1666 – 1668 : Jean Coiffier, seigneur de Moret
- 1668 – 1670 : Jean de Lingendes
- 1670 – 1676 : M. Dubuisson de Mirebeau
- 1676 – 1678 : M. Garnier d'Avrilly
- 1678 – 1680 : Henri Bolacre
- 1680 – 1682 : M. Dobeilh
- 1682 – 1686 : M. Garnier d'Avrilly
- 1686 – 1688 : M. Dubuisson-Dermont
- 1688 – 1690 : M. Girault
- 1690 – 1693 : M. de Villaines
- 1693 – 1712 : Bernard de Champfeu, maire perpétuel

### XVIIIesiècle
- 1712 – 1715 : M. Vernin d'Aigrepont
- 1715 – 1719 : Jacques Piednus de la Vellatte
- 1719 – 1724 : Pierre Poncet
- 1724 – 1725 : Auguste Olivier-Despalières
- 1725 – 1727 : M. Béraud des Rondards
- 1727 – 1729 : Auguste Olivier-Despalières
- 1729 – 1732 : M. Perrotin de la Serrée
- 1732 – 1734 : Philibert Farjonel des Odilles de la Queusne
- 1734 – 1739 : Auguste Olivier-Despalières
- 1739 – 1743 : M. Desbouis de Salbrune
- 1743 – 1749 : M. Béraud de la Mallerée
- 1749 – 1750 : M. Desbouis de Salbrune
- 1750 – 1753 : M. Perrotin de la Serrée
- 1753 – 1760 : M. Bardonnet de Gondailly
- 1760 – 1765 : M. de Faulconnier
- 1765 – 1769 : Claude Cadier, baron de Veauce
- 1769 – 1772 : Claude Parchot de Villemouze
- 1772 – 1774 : Jean-Marie Préveraud de Ractière, conseiller au présidial de Moulins, nommé par le roi
- 1774 – 1776 : Joseph Roy de Panloup, chevalier de l'ordre royal et militaire de Saint-Louis, nommé par le roi
- 1776 – 1781 : M. Bardonnet de Gondailly, nommé par le roi
- 1781 – 1786 : Jacques Vernin, lieutenant particulier criminel au présidial, père de Pierre-Joseph Vernin
- 1786 – 1790 : Jacques Heulhard de Certilly, greffier en chef au bureau des finances de Moulins

### Révolution française
- 1790 – 1792 : M. Dumyrat, comte
- 1792 – 1793 : M. Simard
- 1793 – 1794 : M. Delan
- 1794 – 1795 : M. Houdry
- 1795 : M. Dumyrat
- 1795 – 1796 : Barthélemy Verd
- 1796 – 1797 : M. Thiériot
- 1797 : M. Bougarel
- 1797 : M. Thiériot
- 1798 : M. Radot
- 1798 : M. Delan
- 1798 : M. Merle
- 1799 – 1801 : Jean Antoine Bougarel

### XIXeetXXesiècles

#### 1801-1830[2]
- 1801 – 1804: Fabrice Heuihard
- 1804 – 1805 : M. Ripoud, maire par intérim avec Dominique Lagaudière
- 1805 – 1815 : Claude-Étienne-Annet des Roys, baron d'Empire
- 1816 – 1829 : Louis-Girard-Antoine de Champflour, baron
- 1829 – 1830 : Labrousse de Veyrazet, baron
- 1830 –  1838:  Louis-Girard-Antoine de Champflour, baron
- 1838 – 1841 : François Charrier, Chevalier,
- 1841 – 1848 : Denis-Marie Nau de Beauregard
- 1848 – 1848 : Louis Tallard
- 1848 – 1849 : Philippe de Séréville
- 1849 –  1851 : Pierre Michel

#### IIeRépublique et Second Empire
- 1851 – 1860 : Claude Elphège Jourdier

#### IIIeRépublique
- 1874 - 1878 : Saulnier
- 1878 - 1879 : Gabriel Vigne
- 1879 - 1884 : Eugène Bruel
- 1884 - 1892 : Pierre Ville
- 1892 - 1908 : Joseph Sorrel
- 1908 - 1910 : Edmond Gondard
- 1910 - ? : M. Béraud
- 1923 – 1925 : Hippolyte Blanc
- 1925 – ? : René Boudet (SFIO)

#### Depuis la Libération
- août 1944 – mai 1945 : Jean Dufloux, maire provisoire
- mai 1945 – octobre 1947 : Henri Gromolard (CNR)
- octobre 1947 – mars 1959 : Maurice Tinland
- 1959 – 1971 : Jacques Pligot (Républicain indépendant)
- 1971 – 1989 : Hector Rolland (RPR)
- 1989 – 1995 : Paul Chauvat (DVD)
- depuis 1995 : Pierre-André Périssol (RPR puis UMP), ancien ministre

### Sources et bibliographie
: document utilisé comme source pour la rédaction de cet article.
- Cet article est partiellement ou en totalité issu de l'article intitulé « Moulins (Allier) » (voir la liste des auteurs).
- Histoire de Moulins, Henri Faure & Essais sur la formation et les progrès du Tiers-État, p. 258, note 2, Augustin Thierry  (maires de 1518 à 1830)